# Mistrzostwa Świata w Hokeju na Lodzie 2016 (II Dywizja)
Mistrzostwa Świata w Hokeju na Lodzie II dywizji 2016 zostały rozegrane w grupach A i B w dniach 9–15 kwietnia.
Tak jak w Dywizji I uczestniczyło 12 zespołów, które zostały podzielone na dwie grupy po 6 zespołów. Zgodnie z formatem zawody Dywizji II odbyły się w dwóch grupach: Grupa A w hiszpańskiej Jace, zaś grupa B w stolicy Meksyku, Meksyku. Reprezentacje grały systemem każdy z każdym. Pierwsza drużyna grupy A awansowała do mistrzostw świata dywizji I gr. B w 2017 roku, ostatni zespół Grupy A został zdegradowany i w 2017 roku zagra w Grupie B. Jego miejsce za rok zajmie zwycięzca turnieju w Grupie B. Najsłabsza drużyna Grupy B spadła do Dywizji III.
Hale, w której rozegrano zawody:
- Pabellon de Hielo, Jaca
- Ice Dome, Meksyk

## Grupa A
Mecze
| 9 kwietnia 2016 | Belgia | 5:4 pk. | Islandia | Pabellon de Hielo, Jaca |

| Szczegóły      | Szczegóły | Szczegóły                 | Szczegóły                                                                                          | Szczegóły                                                                           |
| -------------- | --- | ------------------------- | -------------------------------------------------------------------------------------------------- | ----------------------------------------------------------------------------------- |
| Godzina: 13:00 | Y. de Smet (EQ) 11:06 M. Pellegrims (PP1) 18:34 J. Paulus (EQ) 30:43 B. Kolodziejczyk (EQ) 31:32 Y. de Smet (PEN) 65:00 | (2:2, 2:1, 0:1, 0:0, 1:0) | 02:02 (EQ) A. Helgason 05:39 (EQ) R. Sigurdsson 29:22 (EQ) R. Sigurdsson 59:37 (EQ) B. Sigurdarson | Widzów: 120 Sędzia główny: Rasmus Toppel Sędziowie liniowi: Daniel Hynek Rudy Meyer |
| Godzina: 13:00 | 12 min. kar |                           | 10 min. kar                                                                                        | Widzów: 120 Sędzia główny: Rasmus Toppel Sędziowie liniowi: Daniel Hynek Rudy Meyer |

| 9 kwietnia 2016 | Serbia | 2:3 | Holandia | Pabellon de Hielo, Jaca |

| Szczegóły      | Szczegóły                                    | Szczegóły       | Szczegóły                                                           | Szczegóły                                                                              |
| -------------- | -------------------------------------------- | --------------- | ------------------------------------------------------------------- | -------------------------------------------------------------------------------------- |
| Godzina: 16:30 | N. Raković (EQ) 36:17 P. Popravka (EQ) 38:26 | (0:0, 2:3, 0:0) | 23:09 (EQ) M. Hermens 26:59 (EQ) G. van Nes 31:38 (EQ) K. Bruijsten | Widzów: 850 Sędzia główny: Jurij Oskirko Sędziowie liniowi: Sergio Biec Emil Yletyinen |
| Godzina: 16:30 | 10 min. kar                                  |                 | 6 min. kar                                                          | Widzów: 850 Sędzia główny: Jurij Oskirko Sędziowie liniowi: Sergio Biec Emil Yletyinen |

| 9 kwietnia 2016 | Chiny | 0:2 | Hiszpania | Pabellon de Hielo, Jaca |

| Szczegóły      | Szczegóły   | Szczegóły       | Szczegóły                                 | Szczegóły                                                                                   |
| -------------- | ----------- | --------------- | ----------------------------------------- | ------------------------------------------------------------------------------------------- |
| Godzina: 20:00 |             | (0:1, 0:0, 0:1) | 08:39 (EQ) P. Munoz 56:37 (PP1) A. Ubieto | Widzów: 1500 Sędzia główny: Eduard Ibatulin Sędziowie liniowi: Lukas Kacej Wiktor Zinczenko |
| Godzina: 20:00 | 12 min. kar |                 | 8 min. kar                                | Widzów: 1500 Sędzia główny: Eduard Ibatulin Sędziowie liniowi: Lukas Kacej Wiktor Zinczenko |

| 10 kwietnia 2016 | Belgia | 4:2 | Serbia | Pabellon de Hielo, Jaca |

| Szczegóły      | Szczegóły | Szczegóły       | Szczegóły                                   | Szczegóły                                                                            |
| -------------- | --- | --------------- | ------------------------------------------- | ------------------------------------------------------------------------------------ |
| Godzina: 13:00 | Y. de Smet (EQ) 00:49 B. van den Bogaert (PP1) 33:06 B. Van den Bogaert (EQ) 46:18 B. Van den Bogaert (PP1) 59:25 | (1:2, 1:0, 2:0) | 14:55 (EQ) S. Ristić 18:30 (EQ) M. Sretović | Widzów: 150 Sędzia główny: Przemysław Kępa Sędziowie liniowi: Lukas Kacej Rudy Meyer |
| Godzina: 13:00 | 10 min. kar |                 | 12 min. kar                                 | Widzów: 150 Sędzia główny: Przemysław Kępa Sędziowie liniowi: Lukas Kacej Rudy Meyer |

| 10 kwietnia 2016 | Islandia | 7:4 | Chiny | Pabellon de Hielo, Jaca |

| Szczegóły      | Szczegóły | Szczegóły       | Szczegóły                                                                  | Szczegóły                                                                            |
| -------------- | --- | --------------- | -------------------------------------------------------------------------- | ------------------------------------------------------------------------------------ |
| Godzina: 16:30 | J. Leifsson (EQ) 03:28 Ú. Andrésson (EQ) 12:27 J. Leifsson (EQ) 17:41 B. Sigurðsson (EQ) 20:12 R. Hedström (PP) 24:03 E. Alengård (SH) 44:08 B. Sigurðsson (PP) 58:34 | (3:2, 2:2, 2:0) | 13:35 (EQ) Xia T. 19:40 (EQ) Zhu Z. 28:00 (EQ) Yang M. 35:32 (EQ) Zhang C. | Widzów: 250 Sędzia główny: Jurij Oskirko Sędziowie liniowi: Sergio Biec Daniel Hynek |
| Godzina: 16:30 | 14 min. kar |                 | 14 min. kar                                                                | Widzów: 250 Sędzia główny: Jurij Oskirko Sędziowie liniowi: Sergio Biec Daniel Hynek |

| 10 kwietnia 2016 | Holandia | 3:2 pd. | Hiszpania | Pabellon de Hielo, Jaca |

| Szczegóły      | Szczegóły                                                                | Szczegóły            | Szczegóły                                | Szczegóły                                                                               |
| -------------- | ------------------------------------------------------------------------ | -------------------- | ---------------------------------------- | --------------------------------------------------------------------------------------- |
| Godzina: 20:00 | K. Bruijsten (PP) 51:49 K. Bruijsten (EQ) 58:31 B. Van Gestel (EQ) 62:04 | (0:0, 0:2, 2:0, 1:0) | 25:42 (EQ) G. Betrán 39:#7 (EQ) J. Brabo | Widzów: 1100 Sędzia główny: Rasmus Toppel Sędziowie liniowi: Atilla Nagy Emil Yletyinen |
| Godzina: 20:00 | 6 min. kar                                                               |                      | 39 min. kar                              | Widzów: 1100 Sędzia główny: Rasmus Toppel Sędziowie liniowi: Atilla Nagy Emil Yletyinen |

| 12 kwietnia 2016 | Holandia | 3:0 | Islandia | Pabellon de Hielo, Jaca |

| Szczegóły      | Szczegóły                                                             | Szczegóły       | Szczegóły   | Szczegóły                                                                                |
| -------------- | --------------------------------------------------------------------- | --------------- | ----------- | ---------------------------------------------------------------------------------------- |
| Godzina: 13:00 | R. Joly (SH) 07:21 M. Hermens (EQ) 08:47 K. Bruijsten (EQ) (EN) 59:47 | (2:0, 0:0, 1:0) |             | Widzów: 102 Sędzia główny: Jurij Iskirko Sędziowie liniowi: Atilla Nagy Wiktor Zinczenko |
| Godzina: 13:00 | 18 min. kar                                                           |                 | 14 min. kar | Widzów: 102 Sędzia główny: Jurij Iskirko Sędziowie liniowi: Atilla Nagy Wiktor Zinczenko |

| 12 kwietnia 2016 | Belgia | 3:2 pd. | Chiny | Pabellon de Hielo, Jaca |

| Szczegóły      | Szczegóły                                                               | Szczegóły            | Szczegóły                              | Szczegóły                                                                             |
| -------------- | ----------------------------------------------------------------------- | -------------------- | -------------------------------------- | ------------------------------------------------------------------------------------- |
| Godzina: 16:30 | B. Van den Bogaert (PP) 02:26 A. Bremer (PP) 36:30 A. Bremer (PP) 63:42 | (1:0, 1:1, 0:1, 1:0) | 35:29 (EQ) Yang M. 40:36 (EQ) Zhang. H | Widzów: 148 Sędzia główny: Eduard Ibatulin Sędziowie liniowi: Sergio Biec Lukáš Kacej |
| Godzina: 16:30 | 12 min. kar                                                             |                      | 29 min. kar                            | Widzów: 148 Sędzia główny: Eduard Ibatulin Sędziowie liniowi: Sergio Biec Lukáš Kacej |

| 12 kwietnia 2016 | Serbia | 3:4 pk. | Hiszpania | Pabellon de Hielo, Jaca |

| Szczegóły      | Szczegóły                                                              | Szczegóły                 | Szczegóły                                                                              | Szczegóły                                                                                    |
| -------------- | ---------------------------------------------------------------------- | ------------------------- | -------------------------------------------------------------------------------------- | -------------------------------------------------------------------------------------------- |
| Godzina: 20:00 | P. Popravka (EQ) 04:33 N. Raković (EQ) 27:20 M. Milovanović (EQ) 51:05 | (1:0, 1:1, 1:2, 0:0, 0:1) | 21:12 (PP) G. Betrán 48:25 (EQ) P. Puyuelo 50:17 (EQ) C. Quevedo 65:00 (PS) P. Fuentes | Widzów: 950 Sędzia główny: Przemysław Kępa Sędziowie liniowi: Daniel Hynek /> Emil Yletyinen |
| Godzina: 20:00 | 16 min. kar                                                            |                           | 4 min. kar                                                                             | Widzów: 950 Sędzia główny: Przemysław Kępa Sędziowie liniowi: Daniel Hynek /> Emil Yletyinen |

| 14 kwietnia 2016 | Chiny | 0:9 | Holandia | Pabellon de Hielo, Jaca |

| Szczegóły      | Szczegóły  | Szczegóły       | Szczegóły | Szczegóły                                                                           |
| -------------- | ---------- | --------------- | --- | ----------------------------------------------------------------------------------- |
| Godzina: 13:00 |            | (0:3, 0:2, 0:4) | 00:08 (EQ) R. Joly 13:28 (EQ) K. Bruijsten 15:32 (EQ) J. Kicks 31:09 (EQ) E. Tummers 34:35 (EQ) A. Van Bentem 41:57 (EQ) J. Van Lijden 45:40 (EQ) J. Van Lijden 50:45 (EQ) J. Van Lijden 53:13 (EQ) J. Kicks | Widzów: 60 Sędzia główny: Rasmus Toppel Sędziowie liniowi: Sergio Biec Daniel Hynek |
| Godzina: 13:00 | 8 min. kar |                 | 8 min. kar | Widzów: 60 Sędzia główny: Rasmus Toppel Sędziowie liniowi: Sergio Biec Daniel Hynek |

| 14 kwietnia 2016 | Islandia | 3:6 | Serbia | Pabellon de Hielo, Jaca |

| Szczegóły      | Szczegóły                                                              | Szczegóły       | Szczegóły | Szczegóły                                                                                |
| -------------- | ---------------------------------------------------------------------- | --------------- | --- | ---------------------------------------------------------------------------------------- |
| Godzina: 16:30 | Ú. Andrésson (PP) 01:29 J. Leifsson (EQ) 08:15 Ú. Andrésson (EQ) 14:15 | (3:0, 0:4, 0:2) | 21:35 (PP) M. Stretović 23:37 (EQ) D. Filipović 31:27 (EQ) M. Stretović 34:12 (PP) U. Bjelogrlić 42:41 (EQ) L. Lestarić 53:26 (PP) U. Bjelogrlić | Widzów: 120 Sędzia główny: Eduard Ibatulin Sędziowie liniowi: Lukáš Kacej Emil Yletyinen |
| Godzina: 16:30 | 24 min. kar                                                            |                 | 16 min. kar | Widzów: 120 Sędzia główny: Eduard Ibatulin Sędziowie liniowi: Lukáš Kacej Emil Yletyinen |

| 14 kwietnia 2016 | Hiszpania | 4:1 | Belgia | Pabellon de Hielo, Jaca |

| Szczegóły      | Szczegóły                                                                               | Szczegóły       | Szczegóły                | Szczegóły                                                                                   |
| -------------- | --------------------------------------------------------------------------------------- | --------------- | ------------------------ | ------------------------------------------------------------------------------------------- |
| Godzina: 20:00 | P. Puyuelo (EQ) 05:19 P. Fuentes (EQ) 11:06 I. Solórzano (EQ) 13:56 J. Muñoz (EQ) 32:37 | (3:0, 1:1, 0:0) | 25:59 (EQ) M. Pellegrims | Widzów: 1150 Sędzia główny: Przemysław Kępa Sędziowie liniowi: Atilla Nagy Wiktor Zinczenko |
| Godzina: 20:00 | 10 min. kar                                                                             |                 | 6 min. kar               | Widzów: 1150 Sędzia główny: Przemysław Kępa Sędziowie liniowi: Atilla Nagy Wiktor Zinczenko |

| 15 kwietnia 2016 | Serbia | 3:0 | Chiny | Pabellon de Hielo, Jaca |

| Szczegóły      | Szczegóły                                                          | Szczegóły       | Szczegóły   | Szczegóły                                                                          |
| -------------- | ------------------------------------------------------------------ | --------------- | ----------- | ---------------------------------------------------------------------------------- |
| Godzina: 13:00 | M. Sretović (EQ) 20:45 N. Rakovic (EQ) 32:08 A. Luković (EQ) 45:22 | (0:0, 2:0, 1:0) |             | Widzów: 67 Sędzia główny: Rasmus Toppel Sędziowie liniowi: Sergio Biec Atilla Nagy |
| Godzina: 13:00 | 8 min. kar                                                         |                 | 12 min. kar | Widzów: 67 Sędzia główny: Rasmus Toppel Sędziowie liniowi: Sergio Biec Atilla Nagy |

| 15 kwietnia 2016 | Holandia | 6:2 | Belgia | Pabellon de Hielo, Jaca |

| Szczegóły      | Szczegóły | Szczegóły       | Szczegóły                                           | Szczegóły                                                                                   |
| -------------- | --- | --------------- | --------------------------------------------------- | ------------------------------------------------------------------------------------------- |
| Godzina: 16:30 | R. Wurm (PP) 04:43 J. Melissant (EQ) 12:04 J. Oosterveld (EQ) 15:27 J. Van Lijden (EQ) 32:41 R. Wurm (EQ) 44:27 J. Van Lijden (PP) 48:39 | (3:0, 1:1, 1:0) | 37:21 (EQ) A. kolodziejczyk 53:46 (EQ) B. Vercammen | Widzów: 250 Sędzia główny: Jurij Oskirko Sędziowie liniowi: Emil Yletyinen Wiktor Zinczenko |
| Godzina: 16:30 | 31 min. kar |                 | 14 min. kar                                         | Widzów: 250 Sędzia główny: Jurij Oskirko Sędziowie liniowi: Emil Yletyinen Wiktor Zinczenko |

| 15 kwietnia 2016 | Hiszpania | 5:2 | Islandia | Pabellon de Hielo, Jaca |

| Szczegóły      | Szczegóły | Szczegóły       | Szczegóły                                       | Szczegóły                                                                               |
| -------------- | --- | --------------- | ----------------------------------------------- | --------------------------------------------------------------------------------------- |
| Godzina: 20:00 | P. Pantoja (PP) 08:42 J. Brabo (EQ) 34:18 G. González (EQ) 38:02 I. Solórzano (EQ) 48:26 J. Muñoz (EQ) 51:41 | (1:1, 2:1, 2:0) | 12:36 (EQ) A. Mikaelsson 34:43 (EQ) J. Leifsson | Widzów: 1480 Sędzia główny: Eduard Ibatulin Sędziowie liniowi: Daniel Hynek Lukáš Kacej |
| Godzina: 20:00 | 8 min. kar                                                                                                   |                 | 20 min. kar                                     | Widzów: 1480 Sędzia główny: Eduard Ibatulin Sędziowie liniowi: Daniel Hynek Lukáš Kacej |

Tabela
| Lp. | Zespół    | M | Pkt | Z | Zd | Pd | P | G+ | G- | +/- |
| --- | --------- | - | --- | - | -- | -- | - | -- | -- | --- |
| 1   | Holandia  | 5 | 14  | 4 | 1  | 0  | 0 | 24 | 6  | +18 |
| 2   | Hiszpania | 5 | 12  | 3 | 1  | 1  | 0 | 17 | 9  | +8  |
| 3   | Belgia    | 5 | 7   | 1 | 2  | 0  | 2 | 15 | 18 | -3  |
| 4   | Serbia    | 5 | 7   | 2 | 0  | 1  | 2 | 16 | 14 | +2  |
| 5   | Islandia  | 5 | 4   | 1 | 0  | 1  | 3 | 16 | 23 | -7  |
| 6   | Chiny     | 5 | 1   | 0 | 0  | 1  | 4 | 6  | 24 | -18 |

      = awans do I dywizji grupy B       = utrzymanie w II dywizji grupy A       = spadek do II dywizji grupy B
Nagrody indywidualne
Dyrektoriat turnieju wybiera trójkę najlepszych zawodników, po jednym na każdej pozycji:
- Bramkarz:  Ander Alcaine[1]
- Obrońca:  Erik Tummers[1]
- Napastnik:  Ben Van den Bogaert[1]

Szkoleniowcy reprezentacji wybierają najlepszych zawodników swoich zespołów:
- Wehebe Darge[2]
- Maxime Pellegrims[2]
- Wang Chongwei[2]
- Patricio Fuentes[2]
- Emil Alengard[2]
- Sjord Idzenga[2]
- Arsenije Ranković[2]

## Grupa B
Mecze
| 9 kwietnia 2016 | Nowa Zelandia | 6:3 | Izrael | Ice Dome, Meksyk |

| Szczegóły      | Szczegóły | Szczegóły       | Szczegóły                                                     | Szczegóły                                                                                    |
| -------------- | --- | --------------- | ------------------------------------------------------------- | -------------------------------------------------------------------------------------------- |
| Godzina: 13:00 | M. Frear (PP1) 02:27 S. Harrison (EQ) 10:45 R. Ruddle (EQ) 12:15 R. Ruddle (EQ) 24:28 A. Cox (EQ) 49:08 J. Lawrence (PP1) 54:19 | (3:0, 1:2, 2:1) | 23:57 (PP1) E. Klein 29:37 (EQ) D. Mazour 43:07 (EQ) E. Klein | Widzów: 115 Sędzia główny: Martin de Wilde Sędziowie liniowi: Michael Harrington Sem Ramirez |
| Godzina: 13:00 | 12 min. kar |                 | 14 min. kar                                                   | Widzów: 115 Sędzia główny: Martin de Wilde Sędziowie liniowi: Michael Harrington Sem Ramirez |

| 9 kwietnia 2016 | Korea Północna | 9:3 | Bułgaria | Ice Dome, Meksyk |

| Szczegóły      | Szczegóły | Szczegóły       | Szczegóły                                                  | Szczegóły                                                                                      |
| -------------- | --- | --------------- | ---------------------------------------------------------- | ---------------------------------------------------------------------------------------------- |
| Godzina: 16:30 | Kim N. (EQ) 01:34 Hong C. (EQ) 02:30 Hong C. (PP1) 04:58 Ri P. (EQ) 17:46 Kim K. (EQ) 22:05 Kim H. (EQ) 25:21 Kim M. (PP2) 48:01 An C. (EQ) 54:04 An C. (EQ) 56:55 | (4:1, 2:1, 3:1) | 10:58 (EQ) T.Abdi 29:22 (EQ) T. Georgiev 45:13 (EQ) T.Abdi | Widzów: 200 Sędzia główny: Miklos Haszonits Sędziowie liniowi: Jos Korte Maarten van den Acker |
| Godzina: 16:30 | 4 min. kar |                 | 32 min. kar                                                | Widzów: 200 Sędzia główny: Miklos Haszonits Sędziowie liniowi: Jos Korte Maarten van den Acker |

| 9 kwietnia 2016 | Meksyk | 4:5 pd. | Australia | Ice Dome, Meksyk |

| Szczegóły      | Szczegóły                                                                             | Szczegóły            | Szczegóły | Szczegóły                                                                                   |
| -------------- | ------------------------------------------------------------------------------------- | -------------------- | --- | ------------------------------------------------------------------------------------------- |
| Godzina: 20:00 | H. Majul (EQ) 07:07 H. Majul (EQ) 25:28 A. Cervantes (EQ) 40:28 B. Arroyo (PP1) 55:37 | (1:0, 1:4, 2:0, 0:1) | 28:01 (PP2) L. Webster 31:10 (SH1) W. Darge 35:19 (PP1) M. Humphries 39:14 (EQ) J. Byers 63:42 (SH1) M. Humphries | Widzów: 2000 Sędzia główny: Mario Maillet Sędziowie liniowi: William Hankock James Kavanagh |
| Godzina: 20:00 | 18 min. kar                                                                           |                      | 32 min. kar | Widzów: 2000 Sędzia główny: Mario Maillet Sędziowie liniowi: William Hankock James Kavanagh |

| 10 kwietnia 2016 | Izrael | 8:4 | Korea Północna | Ice Dome, Meksyk |

| Szczegóły      | Szczegóły | Szczegóły       | Szczegóły                                                                          | Szczegóły                                                                            |
| -------------- | --- | --------------- | ---------------------------------------------------------------------------------- | ------------------------------------------------------------------------------------ |
| Godzina: 13:00 | E. Kniter (EQ) 01:53 Y. Rosenthal (PP1) 03:27 I. Spector (SH1) 05:30 I. Spector (EQ) 16:18 A. Pyszkin (EQ) 17:07 R. Aharonovich (PP1) 24:50 V. Shwarzman (EQ) 26:23 D. Spivak (EQ) 56:43 | (5:1, 2:1, 1:2) | 19:44 (SH1) Ri C.M. 37:19 (EQ) Hong C.R. 56:16 (PP1) Kim K.C. 59:59 (SH1) Kim K.C. | Widzów: 20 Sędzia główny: Mario Maillet Sędziowie liniowi: William Hankock Jos Korte |
| Godzina: 13:00 | 44 min. kar |                 | 36 min. kar                                                                        | Widzów: 20 Sędzia główny: Mario Maillet Sędziowie liniowi: William Hankock Jos Korte |

| 10 kwietnia 2016 | Australia | 14:0 | Bułgaria | Ice Dome, Meksyk |

| Szczegóły      | Szczegóły | Szczegóły       | Szczegóły  | Szczegóły                                                                                       |
| -------------- | --- | --------------- | ---------- | ----------------------------------------------------------------------------------------------- |
| Godzina: 16:30 | M. Schlamp (EQ) 14:46 R. Tesarik (EQ) 15:16 M. Humphries (SH1) 23:00 C. Todd (EQ) 27:43 C. Todd (EQ) 31:42 W. Darge (EQ) 32:23 P. Baranzelli (PP) 36:18 C. Todd (SH1) 39:48 L. Webster (EQ) 40:43 M. Schlamp (EQ) 40:58 W. Darge (EQ) 45:35 C. Todd (EQ) 48:45 M. Humphries (PP) 52:52 A. McKenzie (EQ) 54:35 | (2:0, 6:0, 6:0) |            | Widzów: 150 Sędzia główny: Stephen Thomson Sędziowie liniowi: Sem Ramirez Maarten van den Acker |
| Godzina: 16:30 | 8 min. kar |                 | 4 min. kar | Widzów: 150 Sędzia główny: Stephen Thomson Sędziowie liniowi: Sem Ramirez Maarten van den Acker |

| 10 kwietnia 2016 | Nowa Zelandia | 1:2 | Meksyk | Ice Dome, Meksyk |

| Szczegóły      | Szczegóły         | Szczegóły       | Szczegóły                                 | Szczegóły                                                                                        |
| -------------- | ----------------- | --------------- | ----------------------------------------- | ------------------------------------------------------------------------------------------------ |
| Godzina: 20:00 | A. Cox (PS) 22:43 | (0:0, 1:0, 0:2) | 42:42 (PP) B. Arroyo 43:37 (EQ) B. Arroyo | Widzów: 500 Sędzia główny: Miklos Haszonits Sędziowie liniowi: Michael Harrington James Kavanagh |
| Godzina: 20:00 | 12 min. kar       |                 | 6 min. kar                                | Widzów: 500 Sędzia główny: Miklos Haszonits Sędziowie liniowi: Michael Harrington James Kavanagh |

| 12 kwietnia 2016 | Australia | 11:3 | Izrael | Ice Dome, Meksyk |

| Szczegóły      | Szczegóły | Szczegóły       | Szczegóły                                                              | Szczegóły                                                                              |
| -------------- | --- | --------------- | ---------------------------------------------------------------------- | -------------------------------------------------------------------------------------- |
| Godzina: 13:00 | M. Stringer (EQ) 03:11 L. Webster (EQ) 03:37 C. Todd (PP) 10:42 R. Tesarik (PP) 10:42 P. Baranzelli (PP) 17:15 A. McKeinze (EQ) 17:36 P. Baranzelli (EQ) 25:20 A. McKeinze (EQ) 26:58 W. Darge (EQ) 34:25 R. Tesarik (PP) 41:13 W. Darge (SH) 48:23 | (6:2, 3:0, 2:1) | 00:49 (EQ) Y. Rosenthal 19:46 (PP) A. Pyszkin 53:09 (PP2) Y. Rosenthal | Widzów: 40 Sędzia główny: Mario Maillet Sędziowie liniowi: William Hancock Sem Ramírez |
| Godzina: 13:00 | 69 min. kar |                 | 30 min. kar                                                            | Widzów: 40 Sędzia główny: Mario Maillet Sędziowie liniowi: William Hancock Sem Ramírez |

| 12 kwietnia 2016 | Nowa Zelandia | 4:7 | Korea Północna | Ice Dome, Meksyk |

| Szczegóły      | Szczegóły                                                                       | Szczegóły       | Szczegóły | Szczegóły                                                                                       |
| -------------- | ------------------------------------------------------------------------------- | --------------- | --- | ----------------------------------------------------------------------------------------------- |
| Godzina: 16:30 | L. Frear (EQ) 22:03 N. Henderson (PP) 30:22 A. Cox (EQ) 46:21 A. Cox (EQ) 47:55 | (0:0, 2:3, 2:4) | 22:24 (EQ) Ri P. 35:19 (EQ) Kang I. 38:18 (EQ) Kang I. 40:58 (EQ) Chong C. 47:28 (EQ) Chong C. 58:55 (EQ) (EN) Ri C. 59:22 (EQ) (EN) Kim M. | Widzów: 50 Sędzia główny: Stephen Thomspon Sędziowie liniowi: Michael Harrington James Kavanagh |
| Godzina: 16:30 | 46 min. kar                                                                     |                 | 8 min. kar | Widzów: 50 Sędzia główny: Stephen Thomspon Sędziowie liniowi: Michael Harrington James Kavanagh |

| 12 kwietnia 2016 | Meksyk | 10:1 | Bułgaria | Ice Dome, Meksyk |

| Szczegóły      | Szczegóły | Szczegóły       | Szczegóły           | Szczegóły                                                                                      |
| -------------- | --- | --------------- | ------------------- | ---------------------------------------------------------------------------------------------- |
| Godzina: 20:00 | B. Arroyo (EQ 00:47 L. A. De la Vega (PP) 06:19 A. Cervantes (PP2) (EA) R. Chabat (PP2) 19:59 C. Gómez (PP) 24:02 R. Chabat (EQ) 31:08 L. A. De la Vega (PP) 34:28 A. Gutiérrez (EQ) 35:40 H. Carrero (EQ) 42:41 B. Arroyo (EQ) 56:54 | (4:0, 4:1, 2:0) | 27:37 (EQ) W. Dykow | Widzów: 500 Sędzia główny: Martin de Wilde Sędziowie liniowi: Jos Kortes Maarten Van den Acker |
| Godzina: 20:00 | 10 min. kar |                 | 22 min. kar         | Widzów: 500 Sędzia główny: Martin de Wilde Sędziowie liniowi: Jos Kortes Maarten Van den Acker |

| 14 kwietnia 2016 | Bułgaria | 1:14 | Nowa Zelandia | Ice Dome, Meksyk |

| Szczegóły      | Szczegóły              | Szczegóły       | Szczegóły | Szczegóły                                                                           |
| -------------- | ---------------------- | --------------- | --- | ----------------------------------------------------------------------------------- |
| Godzina: 13:00 | G. Iskrenow (PS) 25:09 | (0:6, 1:6, 0:2) | 02:50 (EQ) N. Henderson 03:36 (EQ) J. Ratcliffe 03:54 (PS) R. Ruddle 09:23 (EQ) C. Burns 14:45 (PP) C. Burns 17:58 (EQ) J. Ratcliffe 20:28 (EQ) N. Henderson 24:46 (PP2) R. Ruddle 27:05 (EQ) S. Harrison 32:38 (EQ) J. Ratcliffe 34:40 (EQ) J. Challis 45:46 (EQ) A. Cox 55:58 (EQ) C. Burns | Widzów: 30 Sędzia główny: Martin de Wilde Sędziowie liniowi: Jos Kortes Sem Ramírez |
| Godzina: 13:00 | 16 min. kar            |                 | 8 min. kar | Widzów: 30 Sędzia główny: Martin de Wilde Sędziowie liniowi: Jos Kortes Sem Ramírez |

| 14 kwietnia 2016 | Korea Północna | 1:22 | Australia | Ice Dome, Meksyk |

| Szczegóły      | Szczegóły         | Szczegóły       | Szczegóły | Szczegóły                                                                                          |
| -------------- | ----------------- | --------------- | --- | -------------------------------------------------------------------------------------------------- |
| Godzina: 16:30 | Pak S. (EQ) 14:23 | (1:5, 0:9, 0:8) | 00:38 (EQ) L. Webster 01:19 (EQ) C. Todd 08:24 (EQ) W. Darge 14:51 (EQ) W. Darge 19:16 (PP2) M. Rummukainen 20:44 (PP) R. Malloy 22:15 (SH) A. McKenzie 23:46 (EQ) T. Powell 27:30 (EQ) C. Todd 31:14 (EQ) M. Schlamp 31:38 (EQ) C. Todd 35:15 (PP) R. Malloy 35:31 (EQ) M. Humphries 37:07 (PP) M. Schlamp 41:58 (PP) T. Powell 44:10 (EQ) M. Schlamp 47:50 (PP2) L. Webster 48:48 (PP) W. Darge 52:01 (EQ) M. Humphries 55:03 (EQ) J. Byers 55:40 (EQ) W. Darge 59:59 (PP) A. McKenzie | Widzów: 60 Sędzia główny: Miklós Haszonits Sędziowie liniowi: James Kavanagh Maarten Van den Acker |
| Godzina: 16:30 | 22 min. kar       |                 | 10 min. kar | Widzów: 60 Sędzia główny: Miklós Haszonits Sędziowie liniowi: James Kavanagh Maarten Van den Acker |

| 14 kwietnia 2016 | Izrael | 3:9 | Meksyk | Ice Dome, Meksyk |

| Szczegóły      | Szczegóły                                                           | Szczegóły       | Szczegóły | Szczegóły                                                                                        |
| -------------- | ------------------------------------------------------------------- | --------------- | --- | ------------------------------------------------------------------------------------------------ |
| Godzina: 20:00 | Y. Rosenthal (PP) 04:36 I. Ben Tov (EQ) 12:47 A. Pyszkin (EQ) 46:29 | (2:2, 0:4, 1:3) | 00:50 (EQ) C. Gómez 01:45 (EQ) H. Majul 28:35 (SH) H. Carrero 32:48 (EQ) r. Chabat 34:17 (EQ) A. Cervantes 36:34 (PP) A. Cervantes 40:25 (EQ) L. A. De La Vega 43:37 (SH) H. Carrero 48:22 (PP) L. A. De La Vega | Widzów: 400 Sędzia główny: Stephen Thomson Sędziowie liniowi: William Hancock Michael Harrington |
| Godzina: 20:00 | 10 min. kar                                                         |                 | 10 min. kar | Widzów: 400 Sędzia główny: Stephen Thomson Sędziowie liniowi: William Hancock Michael Harrington |

| 15 kwietnia 2016 | Australia | 6:2 | Nowa Zelandia | Ice Dome, Meksyk |

| Szczegóły      | Szczegóły | Szczegóły       | Szczegóły                                   | Szczegóły                                                                                        |
| -------------- | --- | --------------- | ------------------------------------------- | ------------------------------------------------------------------------------------------------ |
| Godzina: 13:00 | J. Kyros (EQ) 07:11 D. Huxley (PP) 18:06 W. Darge (EQ) 23:13 M. Humphries (PP) 30:50 M. Humphries (PP) 33:46 W. Darge (EQ) 39:43 | (2:0, 4:0, 0:2) | 45:44 (EQ) M. Frear 55:39 (EQ) J. Ratcliffe | Widzów: 200 Sędzia główny: Martin de Wilde Sędziowie liniowi: William Hancock Michael Harrington |
| Godzina: 13:00 | 8 min. kar |                 | 12 min. kar                                 | Widzów: 200 Sędzia główny: Martin de Wilde Sędziowie liniowi: William Hancock Michael Harrington |

| 15 kwietnia 2016 | Bułgaria | 3:5 | Izrael | Ice Dome, Meksyk |

| Szczegóły      | Szczegóły                                                         | Szczegóły       | Szczegóły | Szczegóły                                                                               |
| -------------- | ----------------------------------------------------------------- | --------------- | --- | --------------------------------------------------------------------------------------- |
| Godzina: 16:30 | G. Iskrenow (EQ) 08:29 G. Iskrenow (EQ) 25:15 W. Dikow (EQ) 36:44 | (1:1, 2:2, 0:2) | 19:58 (EQ) A. Pyszkin 31:14 (PP) V. Nosankov 35:20 (EQ) I. Ben Tov 46:57 (PP2) R. Aharonovich 59: 24 (EQ) (EN) Daniel Mazour | Widzów: 50 Sędzia główny: Stephen Thomson Sędziowie liniowi: James Kavanagh Sem Ramírez |
| Godzina: 16:30 | 14 min. kar                                                       |                 | 4 min. kar | Widzów: 50 Sędzia główny: Stephen Thomson Sędziowie liniowi: James Kavanagh Sem Ramírez |

| 15 kwietnia 2016 | Meksyk | 5:3 | Korea Północna | Ice Dome, Meksyk |

| Szczegóły      | Szczegóły                                                                                              | Szczegóły       | Szczegóły                                                  | Szczegóły                                                                                    |
| -------------- | --- | --------------- | ---------------------------------------------------------- | -------------------------------------------------------------------------------------------- |
| Godzina: 20:00 | H. Majul (SH) 32:44 B. Arroyo (PP) 36:01 H. Majul (EQ) 37:09 B. Arroyo (EQ) 44:32 B. Arroyo (PS) 56:03 | (0:1, 3:0, 2:2) | 05:19 (EQ) Chong C. 45:27 (EQ) Kang M. 53:19 (EQ) Chong C. | Widzów: 1000 Sędzia główny: Mario Maillet Sędziowie liniowi: Jos Korte Maarten Van den Acker |
| Godzina: 20:00 | 41 min. kar                                                                                            |                 | 10 min. kar                                                | Widzów: 1000 Sędzia główny: Mario Maillet Sędziowie liniowi: Jos Korte Maarten Van den Acker |

Tabela
| Lp. | Zespół         | M | Pkt | Z | Zd | Pd | P | G+ | G- | +/- |
| --- | -------------- | - | --- | - | -- | -- | - | -- | -- | --- |
| 1   | Australia      | 5 | 14  | 4 | 1  | 0  | 0 | 58 | 10 | +48 |
| 2   | Meksyk         | 5 | 13  | 4 | 1  | 0  | 0 | 30 | 13 | +17 |
| 3   | Izrael         | 5 | 6   | 2 | 0  | 0  | 3 | 22 | 33 | -11 |
| 4   | Nowa Zelandia  | 5 | 6   | 2 | 0  | 0  | 3 | 27 | 19 | +8  |
| 5   | Korea Północna | 5 | 6   | 2 | 0  | 0  | 3 | 24 | 42 | -18 |
| 6   | Bułgaria       | 5 | 0   | 0 | 0  | 0  | 5 | 8  | 52 | -44 |

      = awans do II dywizji grupy A       = utrzymanie w II dywizji grupy B       = spadek do III dywizji
Nagrody indywidualne
Dyrektoriat turnieju wybiera trójkę najlepszych zawodników, po jednym na każdej pozycji:
- Bramkarz:  Kimlin Anthony[3]
- Obrońca:  Paul Baranzelli[3]
- Napastnik:  Héctor Majul[3]

Szkoleniowcy reprezentacji wybierają najlepszych zawodników swoich zespołów:
- Wehebe Darge[4]
- Bogdan Stefanow[4]
- Yuval Rosenthal[4]
- Alexander Gutierrez[4]
- Richard Parry[4]
- An Chol Hyok[4]